# Kill me Elk
kill me Elk（キル ミー エルク）はバンド Day and Buffaloを主宰する音楽家　森達希によるソロプロジェクトとして始まったものである。
時代によって流行り廃りが繰り返される中、変化しない本質的な音を追い求める事をテーマに、隣人を愛しながら良質な音と美酒を求め仲間達と旅をする。
1本のベースの音を中心に、町や自然の音と融合したロードムービー的な音は、人生の美しさや日常に潜む人間の思考を切り取った様な幻想的な世界を創り上げている。 
様々なバンド形式で、年間100本以上のライブ演奏を行なっている。

## kill me Elkと職場の仲間達
元々は森達希がソロプロジェクトとして始めたものだったが、最近では職場の仲間達を引き連れライブ活動を行っている。

### メンバー
- 森　達希（ベース/ボーカル）
- 職場のパイセン（鉄琴/ピアニカ/コーラス/ニンテンドー3DS/オタマトーン）
- 橋本君（ドラム/コーラス）

## kill me Elkとzoo zoo Adult
kill me Elkと職場の仲間達とは別の演奏形態。最近ではzoo zoo Adultバージョンのライブも増えてきている。

### メンバー
- 森　達希（ベース/ボーカル）
- 職場のパイセン（鉄琴/ピアニカ/コーラス/ニンテンドー3DS/オタマトーン）
- カズ（ドラム/コーラス）

## kill me Elkはハイパーオルタナティブ
kill me Elkとzoo zoo Adult に、ギターやエフェクティブなサウンドを加えた形態である。

### メンバー
- 森　達希（ベース/ボーカル）
- 職場のパイセン（鉄琴/ピアニカ/コーラス/ニンテンドー3DS/オタマトーン）
- カズ（ドラム/コーラス）
- VOQ（ギター/コーラスなど）

## ディスコグラフィー
- 2020年2月28日リリース【1st アルバム『Happy Workers』】

　マイク1本で野外で制作し、ミュージックビデオでありレコーディング風景でもある今作は、町の音や風の音と共に手直しの無い完全なるワンテイク。
　※音圧が足りない箇所等はオーバーダブをしているが、それらも全てワンテイク。
　ほぼ全曲ミュージックビデオがあり、you tubeチャンネルで視聴できる。
| 1st album | Happy Workers |
| --------- | ------------- |
| 1         | Introduction  |
| 2         | 労働者の歌    |
| 3         | 犬と花の恋    |
| 4         | Life In Vain  |
| 5         | 15時の平和    |
| 6         | Outro         |
| 7         | 1984          |

- 2021年4月2７日 you tubeにて公開【新・映像音源プロジェクト『The 労働 of the link』】

　kill me Elkが敬愛するアーティスト達がサウンドディレクションを行う人間交差的作品集。曲の構成を変えなければ何をしてもＯＫ！な本作は、原曲の新たな魅力を存分にお届けする。本作品集のPV制作は全て、kill me Elkこと森達希自身が手掛けている。
「link=繋がる」メンバー3人は労働から「繋がり」始まった。活動を通し、素晴らしいアーティスト達と「繋がり」本作が誕生した。3人はまた、新たな未来へと「繋げて」ゆく。

第1作目  Ken Kobayashi による 『夢現 (ゆめうつつ)』
第2作目  VOQ（ボック）による 『労働者の歌』
第3作目  VOQ（ボック）による 『労働者の歌』remix ver.
第4作目  Ken Kobayashi による 『眠い眠いネズミの子』
- 2021年4月2７日 you tubeにて公開【『Happy Workers 2』】

　新・映像音源プロジェクト『The 労働 of the link』と同時公開。
　1st アルバム『Happy Workers』に続く、フィールドレコーディング＋オーバーダブによる本作品。 THIRTY THREE RECORDのYawn Of Sleepyと協力し、フィールドレコーディングで制作された、現代から失われた音が帰ってきた。
|   | Happy Workers 2    |
| - | ------------------ |
| 1 | 夢現               |
| 2 | 眠い眠いネズミの子 |
| 3 | Ducks憤怒          |

- 2021年7月1日 you tubeにて公開【新・映像音源プロジェクト『The 労働 of the link』第２弾】

第5作目　HIJOSEN(ヒジョーセン)のNiyan(ニーヤン)による『犬と花の恋』
- 2022年1月5日リリース【シングル『おこっている』】

ベース、声、ドラム（ハイハット、スネア、バスドラの3点）のみで制作した、 kill me Elkの心の深淵の一曲。
- 2023年1月14日リリース【アルバム（カセットテープ）『Ape Lloyd』】

初のフィジカルアルバムをカセットテープにてリリース。
SYOKUBA（職場）とOTONA（大人）2組の視点に映る令和の町を音にした。
カセットテープの特色を生かし、A面（kill me Elkと職場の仲間達）とB面（kill me Elkとzoo zoo Adult）となり、それぞれミックスエンジニアも異なる。
kill me Elkのユニークな要素、正反対なスタイルを持つ2人のドラマーを最大限に発揮したアルバム作品になっている。両サイドで演奏される猿夜は、kill me Elkのゴールドなメンバー、CEOがギターを担当。

A面（職場）：kill me Elkが心から信頼し尊敬する音楽家Joshua P.Bがギターとミックスを手掛けた。冷たくエネルギーに満ちたオルタナティブなサウンドは、現在忘れられている本当の意味のオルタナティブロック。A面最後の曲はB面に最高のバトンを渡すVOQの職場の仲間達Remix。
B面（大人）：kill me Elkが知る限り最高のセンスを持つ音楽家VOQがミックスと演奏を手がけた。あたたかな世界に突然亀裂が入ったようなサイケデリックなサウンドは唯一無二。
尖りすぎたセンスとユーモアも兼ねそろえた大人達の集い。
| album | Ape Lloyd             |
| ----- | --------------------- |
| A面 1 | 猿夜-職場             |
| A面 2 | 酔生夢死-職場         |
| A面 3 | おこっている-職場     |
| A面 4 | VOQとROUDOUSYA NO UTA |
| B面 1 | 猿夜-大人             |
| B面 2 | 雷熊-大人             |
| B面 3 | 酒嚢飯袋-大人         |
| B面 4 | Slow Life Act-大人    |

- 2023年５月21日 デジタルリリース【アルバム（デジタル）『Ape Lloyd』】

1月にリリースしたカセットテープアルバム『Ape Lloyd』のデジタルリリース版。各種サブスクサイト上にて視聴、購入可能。
- 2024年7月29日 デジタルリリース【EP『Yesterday's Town』】

3曲入りシングルEP。収録曲の「令和アバウト」は、音楽ナタリーの「注目の1曲」にピックアップされる。
|   | Yesterday's Town    |
| - | ------------------- |
| 1 | The Land Of Goodbye |
| 2 | 労働者の歌          |
| 3 | 令和アバウト        |